# 국제 저작권 기술 콘퍼런스
국제 저작권 기술 콘퍼런스(아이코텍, International Copyright Technology Conference, ICOTEC)는 문화체육관광부가 주최하고, 세계지식재산기구(WIPO)가 협력, ICOTEC조직 위원회, 한국저작권단체연합회와, 한국저작권위원회가 공동 주관하는 국제 저작권기술 콘퍼런스(ICOTEC)이다. ICOTEC은‘저작권, 콘텐츠의 생명이다! Copyright First!’라는 슬로건을 앞세우며 저작권기술을 통해 저작권 생태계의 핵심 축인 합법 저작물의 위상을 높이는 데 크게 기여하고있다.

## 행사
- 국제 저작권 기술 콘퍼런스 2011 -
개최 : 2011. 11. 17(목) ~ 11.18(금)
- 국제 저작권 기술 콘퍼런스 2012 -
개최 : 2012. 9. 14(금) ~ 9. 15(토)
- 국제 저작권 기술 콘퍼런스 2013 -
개최 : 2013. 11. 4(월) ~ 11. 5(화)
- 국제 저작권 기술 콘퍼런스 2014 -
개최 : 2014. 11. 5(수) ~ 11. 6(목)
- 국제 저작권 기술 콘퍼런스 2015 -
개최 : 2015. 11. 4(수) ~ 11. 5(목)
장소 : 대한민국 서울 마포구 상암동 중소기업 DMC타워 DMC홀
주제 : "저작권, 기술에서 창조산업으로!"
- 2013년 11월 4일~ 5일[1]